# Achaea (Romeinse provincie)
Achaea was een provincia van het Romeinse Rijk en bestond uit de huidige Peloponnesos in Zuid-Griekenland en werd begrensd in het noorden door de provinciae Epirus en Macedonia. 

## Geschiedenis
Het gebied werd in 146 v.Chr. ingelijfd door de Romeinse Republiek na een brutale campagne, waarbij de stad Korinthe door de Romeinse generaal Lucius Mummius werd vernietigd. De inwoners van de stad werden afgeslacht of verkocht als slaven en de tempels werden geplunderd voor hun beeldhouwwerken die nu de Romeinse villa's moesten sieren. L. Mummius kreeg het agnomen "Achaicus" ("veroveraar van Achaea") toegekend voor zijn acties.

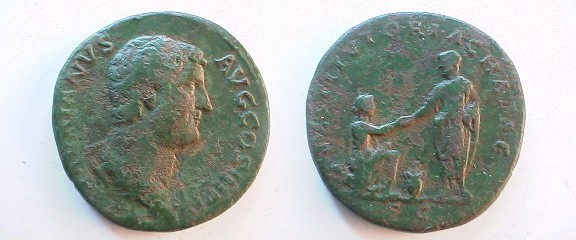
Een munt van Hadrianus die de provincia Achaea eert.

Zestig jaar lang werd deze provincia vanuit Korinthe op competente wijze bestuurd door een praetor. Dit zou zo blijven tot de hervormingen van Diocletianus. Sommige steden, zoals Athene en Sparta, behielden zelfs hun autonome status in hun eigen grondgebied. In 88 v.Chr. begon Mithridates VI Eupator, koning van Pontus, een campagne tegen Rome en wist vele van de Griekse poleis voor zich te winnen. De legioenen onder Lucius Cornelius Sulla verdreven Mithridates echter uit Griekenland, ondrukten de opstand en plunderden in 86 v.Chr. Athene en het volgende jaar Thebe. De plunderingen van Griekse kunstwerken door Sulla werden al snel berucht. De Romeinse straf voor alle rebelse steden was zwaar en de campagnes die op Griekse grond waren uitgevochten, lieten het hart van Centraal-Griekenland achter in puin. De handel van Achaea was niet langer een rivaal van die van Rome. Athene bleef wel een geacht intellectueel centrum, hoewel het werd overtroffen door Alexandrië.
Na de nederlaag van Marcus Antonius en Cleopatra VII rond 31 v.Chr., scheidde de princeps Gaius Iulius Caesar Augustus Macedonia van Achaea. Gedurende anderhalve eeuw zou Griekenland zich langzaam herbouwen, wat een hoogtepunt kende onder de regering van de hellenofiele keizer Hadrianus (117 - 138). Samen met de Griekse geleerde Herodes Atticus, ondernam Hadrianus een uitgebreid restauratieprogramma. Hij verfraaide Athene en herstelde vele van de verwoeste en noodlijdende Griekse steden.

## Economie
Koper-, lood- en ijzermijnen werden geëxploiteerd in Achaea, hoewel hun productie niet zo groot was als die van de mijnen in andere provinciae, zoals Noricum, Britannia, en de provinciae van Hispania. Het marmer van de Griekse groeven was een waardevol exportproduct. Er was in Rome ook veel vraag naar geschoolde Griekse slaven en geschoolde mannen als dokters en leraren waren dan ook een belangrijk "exportproduct". Achaea produceerde ook huishoudelijke luxegoederen, zoals meubilair, aardewerk, cosmetica en linnen. Olijfolie en Griekse olijven werden over het hele rijk verspreid.